# フランツ・グランボルカ
フランツ・グランヴォルカ（Frantz Granvorka, 1976年3月10日 - ）は、フランスの男子バレーボール選手。ポジションはウイングスパイカー。元フランス代表。

## 来歴
父セヴラン・グランボルカは1970年代に10年間ナショナルチームに在籍していた元バレーボール選手で、マルティニーク系である。幼少の頃から水泳、体操、テニスなどあらゆるスポーツをこなし、父の影響で14歳の時にバレーボールを始めた。
VGAサン＝モール、CNVBのジュニアチームを経て、1994年にフランスリーグのパリSGアニエールに入団。パリUC在籍時の1997年にリーグ優勝とカップ優勝を経験した。1999年までフランスで経験を積んだのちイタリアへ渡り、同年セリエAのパルマへ移籍。自国リーグのプロAでプレーする選手が多い中、10年間に渡ってセリエAでプレーを続け、2009年、トルコリーグのクラブへ移籍した。
1995年からフランス代表としてプレーし、通算282試合に出場。元々ミドルブロッカーとして活躍していたが、2002年以降は主にオポジットを務め、強烈なジャンプサーブを武器に2002年世界選手権で銅メダル獲得に貢献し、ベストサーバー賞を受賞した。2003年欧州選手権では16年ぶりとなるチームの準優勝に貢献した。
アテネオリンピック世界最終予選・東京ラウンドにおいても、全勝で出場権を獲得したフランスチームの原動力となって活躍し、2004年アテネオリンピック出場を果たした。
2007年ワールドリーグではキャプテンを務め、チームを牽引したが、2007年以降は代表に選抜されていない。
母国語であるフランス語の他に、英語、イタリア語、ロシア語の計4ヶ国語を操ることが出来る。

## 球歴
- オリンピック - 2004年（9位）
- 世界選手権 - 2002年（銅メダル）、2006（6位）
- ワールドカップ - 2003年（5位）
- ワールドリーグ - 2004年（5位）、2006年（準優勝）、2007年（6位）
- 欧州選手権 - 2003年（準優勝）、2005年（7位）

## 所属クラブ
- パリSGアニエール （1994-1996年）
- パリUC （1996-1997年）
- アニエール・バレー92 （1997-1998年）
- パリ・バレー （1998-1999年）
- パッラヴォーロ・パルマ （1999-2001年）
- センプレ・バレー・パドヴァ （2001-2002年）
- ピエモンテ・バレー （2002-2003年）
- トリエステ （2003-2004年）
- イラクリス・テッサロニキ （2004年）
- ブル・バレー・ヴェローナ （2004-2006年）
- ターラント・バレー （2006-2007年）
- パッラヴォーロ・ピアチェンツァ （2007-2008年）
- マルティーナ・フランカ・バレー （2008-2009年）
- Ziraat Bankası Ankara （2009-2010年）
- Beauvais OUC（2010-2011年）